# Загарка
Загарка — река в России, протекает по Холмскому району Новгородской области. Река берёт начало в болоте, течёт сначала на восток, затем на север. После впадения левых притоков Вяз и Шустов меняет направление на юго-восточное. Течёт вдоль дороги Р51 Старая Русса-Холм до посёлка Чекуново, затем поворачивает на восток. Устье реки находится в 183 км по левому берегу реки Ловать. Длина реки составляет 27 км.
На реке расположены населённые пункты Наволокского сельского поселения: деревни Каменка, Новички, Чекуново и посёлок Чекуново.

## Данные водного реестра
По данным государственного водного реестра России относится к Балтийскому бассейновому округу, водохозяйственный участок реки — Ловать и Пола, речной подбассейн реки — Волхов. Относится к речному бассейну реки Нева (включая бассейны рек Онежского и Ладожского озера).
Код объекта в государственном водном реестре — 01040200312102000023704.